# Saint-Mayeux
Saint-Mayeux (bret. Sant-Vaeg) – miejscowość i gmina we Francji, w regionie Bretania, w departamencie Côtes-d’Armor.
Według danych na rok 1990 gminę zamieszkiwało 539 osób, a gęstość zaludnienia wynosiła 18 osób/km² (wśród 1269 gmin Bretanii Saint-Mayeux plasuje się na 807. miejscu pod względem liczby ludności, natomiast pod względem powierzchni na miejscu 276.).